# Малая Русь
Малая Русь, Малая Россия, Малороссия (калька со ср.-греч. , лат. Russia/Ruthenia minor, фр. la Petite Russie, нем. Kleinrussland) — историческое название ряда земель Руси, преимущественно на территории нынешней Украины, а также частично России (Стародубье), Белоруссии и Польши. 
Название появилось в начале XIV века как византийское церковно-административное определение Галицко-Волынского и Турово-Пинского княжеств. С XVI века «Малая Россия» — православно-книжное название всех западнорусских земель в составе Речи Посполитой, из которых позже выделили Белую Русь. С XVII века Малороссия — одно из официальных названий Гетманщины. В дальнейшем использовалось для обозначения исторического региона Российской империи и Малороссийской губернии. В XX веке с распадом Российской империи и образованием СССР советской властью проводилась политика украинизации в рамках новой национальной политики коренизации. В связи с этим понятия «малоросс», «Малороссия» оказались «вне закона», утратили легитимность и в широком употреблении повсеместно были заменены понятиями «украинцы», «Украина». Термин «Малороссия» также практически не употреблялся в советской историографии.

## Эволюция названия

### Галицко-Волынское княжество

Малороссия в августе 1917 года согласно директиве Временного правительства (обведена красным)

Впервые термин «Малая Россия» встречается в начале XIV века в Византии для определения земель Западной Руси в церковно-административной практике. Список епархий Великой и Малой Руси, датированный 1347 годом, относит к Великой Руси (Μεγάλη Ῥωσία — Megálē Rhōsía) 12 епархий, находившихся под властью киевского митрополита, а к Малой Руси ( Μικρά Ῥωσία — Mikrá Rhōsía) — 6 епархий, которые с 1303 года находились под властью галицкого митрополита (Галицко-Волынское княжество), и одну епархию, входящую в сферу влияния Литвы в 1339—1351 годах.
Князь Галицкий и Волынский Юрий II Болеслав в грамоте к великому магистру Немецкого ордена Дитриху, от 20 октября 1335 года называл себя «dux totius Russiæ Minoris» («князь всея Малыя Руси»), хотя и он, и его предшественники именовали себя «Rex Russiæ» («Король Руси»), «Dux totius terræ Russiæ» («Князь всея земли Русской»), «Dux et Dominus Russiæ» («Князь и Господарь Руси»). В 1347 году император Иоанн Кантакузин в грамоте волынскому князю Любарту перечислил семь епархий Малой Руси, отнеся к ней и Смоленск, временно находившийся под влиянием Литвы. Епархии Среднего Поднепровья, связанные на тот момент единством церковной власти с Северо-Восточной Русью, продолжали считаться Великой Русью.
В конечном итоге названия «Великая Русь» и «Малая Русь» вышли на официальный уровень — константинопольский патриарх учредил (1361) две митрополии, одну — в «Малой Руси» («Микра Росия»), с центром в Новгородке и Галиче, другую в «Великой Руси» («Мегале Росия»), с центром в Киеве (номинально) и Москве (фактически).
Польского короля Казимира Великого (1310−1370) называли «королём Ляхии и Малой Руси», так как он распространил свою власть на значительную часть владений Юрия-Болеслава.
Согласно схеме Михаила Грушевского «Малая Русь» — это Галицко-Волынское княжество, а с его гибелью, вхождением его земель в состав Польши и Великого княжества Литовского, данное название «выходит из употребления». По версии Олега Трубачёва, название «малая» возникло как противопоставление уже устоявшемуся названию «Великая Русь», которое относилось к более северным землям и означало «внешняя», «новая» Русь. Подобное деление известно и в Речи Посполитой и Королевстве Польском, где с 1411 года известна Малая Польша (Малопольша), а с 1257 — Великая Польша (Великопольша). Анатолий Журавлёв также проводит параллели с такими историческими названиями как Великая Греция (область современной Италии колонизированная греками начиная с VIII века до н. э.), Малая Азия (полуостров, составляющий большую часть современной Турции и колонизированный греками в VII—VIII веке до н. э.) и т. п. Журавлёв утверждает, что происхождение эпитетов Малая и Великая и их противопоставление традиционно связано с разграничением территорий соответственно начального и позднего расселения: обозначения стран и народов с компонентом 'великий' как правило относятся к области вторичной колонизации, а не к метрополии.

### Русские земли Речи Посполитой, Гетманщина
С XVI века слово Малороссия вновь начинает употребляться, но уже для обозначения русских земель Польского королевства и Великого княжества Литовского (Польской и Литовской Руси). В 1551 году польский писатель Марцин Бельский издал в Кракове книгу «Хроника всего мира». В ней он, описывая географическое положение русских земель, в частности, выделяет Малую Русь (польск. - Mała Ruś), входящую в состав польской Сарматии, и Великую Русь (польск. - Wielka Ruś), которая, согласно Бельскому, также известна как Московия. Особенно часто эти названия стали появляться в текстах православных западнорусских публицистов. Например, у Ивана Вишенского в сочинениях постоянно используются для различения Руси термины Великая и Малая Русь: «абовем ныне християне Малое Русии» («Книжка», около 1600 года), «если не хочеш плодоносия спасителнаго языка словенскаго от Великой России доведоватися, доступи в Киеве в монастырь Печерский» («Зачапка», около 1608 года). А митрополит Мир Ликийских Матфей пишет Львовскому братству, что ему даны патриархом Константинопольским полномочия «относительно церковных дел в Малой России и в Московском царстве» (1606 год). Иов Борецкий, Исайя Копинский и Захария Копыстенский также постоянно используют понятие Малой России в своих полемических сочинениях, направленных против Брестской унии. Понятие «Малой Руси» на грани XV—XVI веков охватывало не только современные украинские земли, но и белорусские и, частично, литовские, то есть всю территорию киевской митрополии. Одно из своих посланий Иван Вишенский адресовал «христианам Малой России — братству Львовскому и Виленскому» Захария Копыстенский в «Палинодии» писал «Россия Малая.., то есть Киев и Литва», при этом Вилня, Полоцк, Витепск, Орша, Могилев одновременно названы в «Палинодии» как «места белорусские». В 1619 году Памво Берында напечатал в типографии Киево-Печерской лавры книгу «Анфологион», в которой употребляется название «Россия Малая».
Это деление восприняли и популяризировали официальные круги Русского государства. Начиная с середины XVII века название Малая Русь употреблялось в церковной переписке Киева с Москвой. В хрониках и на географических картах почти до конца XVII века галицкие, волынские и поднепровские земли именуются Русь (Russia), Русская земля (Ziemia Ruska) или Красная Русь (Russia Rubra). Контарини называет Нижней Россией земли, где находятся города Луцк, Житомир, Белгород (ныне с. Белогородка в 10 км от Киева) и Киев.
После Переяславского договора 1654 года русский царь изменил свой титул на «Всея Великія и Малыя Россіи», куда со временем прибавили добавку «Белыя». С того времени название "Малая Россия" ("Малая Русь") также начала распространяться в правительственной переписке, хрониках и литературе, в частности, употребляется Богданом Хмельницким для обозначение территории: «…Самой столицы Киева, також части сие Малые Руси нашия», Иваном Сирко.
Киевское, Полтавское и Черниговское воеводства присоединялись к Русскому царству, и Малороссия получила широкую автономию под властью московского царя. При этом были существенно расширены права казацкой полковой администрации, распространившихся не только на казаков, но и на все гражданское население, разрешён самостоятельный сбор налогов в Малороссии, а также право гетмана на внешние сношения, причём все прежние права и вольности, дарованные Польским королём, сохранялись.
Более 127 тысяч казаков принесли присягу русскому царю. Киевский митрополит С. Коссов и все священники были переподчинены Московскому патриарху из под власти Константинопольского патриарха, зависимого от Турции.
Для управления новыми территориями в 1662 году был образован Малороссийский приказ, казачеству исправно платили жалование. Россия проводила успешную экономическую (отмена торговых пошлин) и миграционную политику (разрешение переселяться в Россию) в отношении казачества, населявшего эти земли. С 1665 года царские воеводы, назначенные в крупные города Малороссии, стали не только командовать русскими войсками, но и управлять городами, в которых находились, собирать налоги с населения.
Но Богдан Хмельницкий, и сменившие его Иван Выговский, Юрий Хмельницкий и Пётр Дорошенко нарушили присягу царю и заключали союзы с поляками и татарами, что привело к расколу и гражданской войне в Малороссии и осложнило взаимоотношение с Москвой. Часть казаков даже приняла участие в войне против Русского царства, например, в Конотопской битве. В 1667 году Гетманщина по Андрусовскому перемирию была поделена между Россией и Польшей по фактической границе противостояния — Днепру, которая сложилась в ходе войны. Территория левобережной Украины и называлась Малороссией.
Настоятель Киево-Печерского монастыря Иннокентий Гизель в «Киевском синопсисе» (1674) сформулировал понимание «славенороссийского народа» как триединого народа в составе великороссов, малороссов и белорусов, а государственной власти Русского государства во всех трёх частях — Великой, Малой и Белой Руси — единственно законной, так как московские великие князья, а потом цари, ведут свой род от Александра Невского, который «бысть князь Киевский из земли Российския, Александр Ярославич Невский». Термин «Малороссийскія украйна» появился в 1677 году и затем укоренился в гетманской канцелярии и летописании. Термины «Малороссия» и «Малая Россия» употребляются в летописи Самуила Величко, хронографе по списку Л. Боболинского, «Скарбнице» Ивана Галятовского (1676 год).
В 1686 году по «Вечному миру» между Россией и Польшей Киев, Запорожье и вся Малороссия остались под властью России. В 1722 году вместо Малороссийского приказа была создана коллегия, опять же получившая наименование "Малороссийской". С этого периода название "Малороссия" применялось совместно с понятием (названием) "Украина Малороссийская".
В Малороссии применялось законодательство иное, чем в остальной Российской империи. В 1743 году был составлен специальный свод законов «Права, по которым судится малороссийский народ», составленный на основе Литовского, Саксонского и Магдебургского права. Войску Донскому было приказано в случае нападения татар на Малороссию незамедлительно выступать на помощь. В Киеве была построена новая крепость.
Однако на географических картах XVIII века, изданных Российской Академией наук в 1736—1738 годах, и в Атласе Российском 1745 года название Малая Россия не встречается.

### Малороссийская идентичность

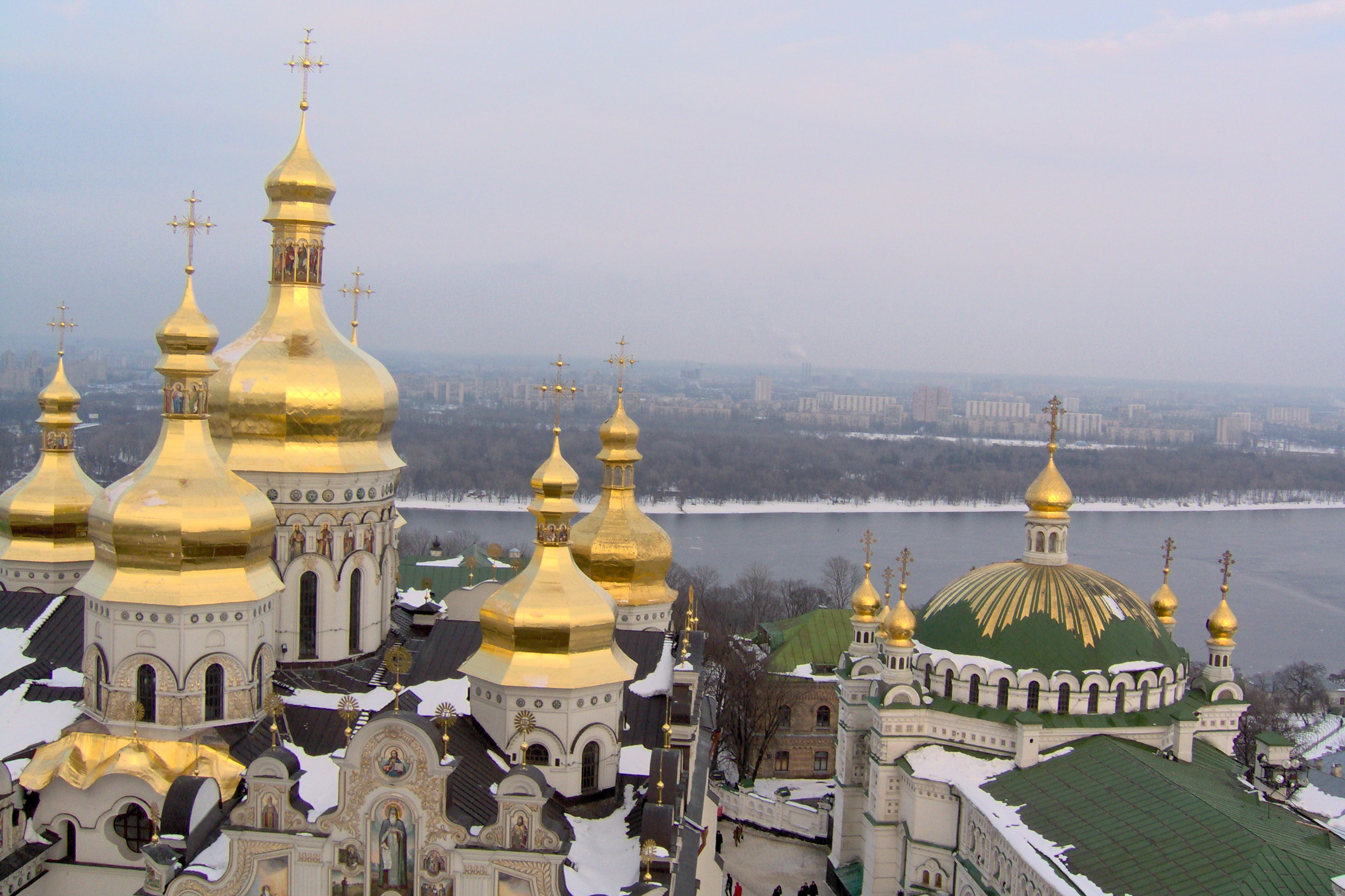
Вид Киево-Печерской лавры, настоятели и монахи которой относились к первым идеологам «малороссийской идентичности» и общерусского народа

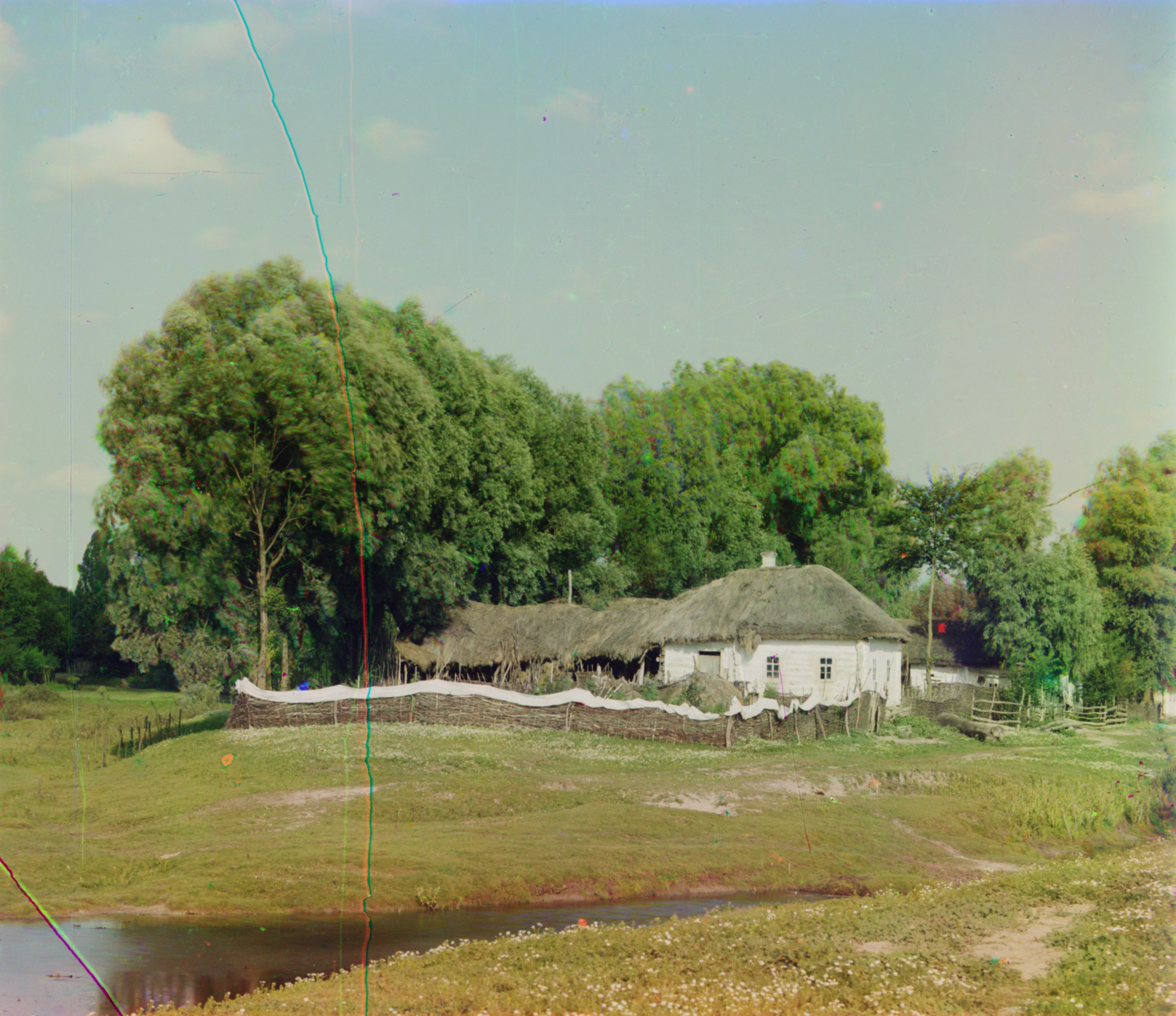
С. М. Прокудин-Горский, «В Малороссии».

В XVII веке на землях Гетманщины появилась «малороссийская идентичность» — представление о том, что проживающие тут малороссы являются, как и великороссы, местными ответвлениями единого общерусского народа и в Российском государстве под управлением самодержавного монарха имеют равные национальные и социальные права и возможности. При этом малороссийский компонент свободно и на равных правах входил в комплексные, многослойные имперские, всероссийские, а затем и советские структуры. С учётом того, что национальное самосознание восточных славян развивалось достаточно медленно и сложно, малороссийская национальная идея формировалась и развивалась параллельно украинской и сугубо российской национальной идеям, с которыми входила в противоречие — для первой она была слишком «пророссийской», для второй — слишком «западнической».
Малороссийская национальная идея вполне вписывалась в общеимперскую и советскую культурно-этническую концепцию.

### Малороссия как историческая область Российской империи
После ликвидации Гетманщины в 1764 году из части Левобережной Украины была создана Малороссийская губерния с административным центром в городе Глухове. В 1775 году Малороссийская и Киевская губернии были объединены, губернский центр перенесён в Киев. В 1781 году Малороссийская губерния была разделена на три наместничества (губернии) — Черниговское, Новгород-Северское и Киевское. В 1796 году Малороссийская губерния была воссоздана, губернским центром стал Чернигов, после чего её в 1802 году разделили снова на две губернии: Полтавскую и Черниговскую. В 1802 году в составе этих губерний учреждено Малороссийское генерал-губернаторство. В 1835 году к нему присоединена Харьковская губерния. Резиденцией генерал-губернатора до 1837 года была Полтава, с 1837 года — Харьков. Упразднено в 1856 году.
Названия Малороссия, малороссийский, малороссияне употреблялись относительно всего юго-западного края на протяжении XIX и начала XX века.
Название Малороссия до 1917 года полуофициально использовалось для собирательного обозначения Волынской, Киевской, Подольской, Харьковской, Полтавской и Черниговской губерний. Именно так, матерью и «Малороссией», Левобережную Украину назвал Григорий Сковорода, а Слободскую Украину — своей родною тёткой, что указывало на отсутствие в термине «Малороссия» уничижительного оттенка.

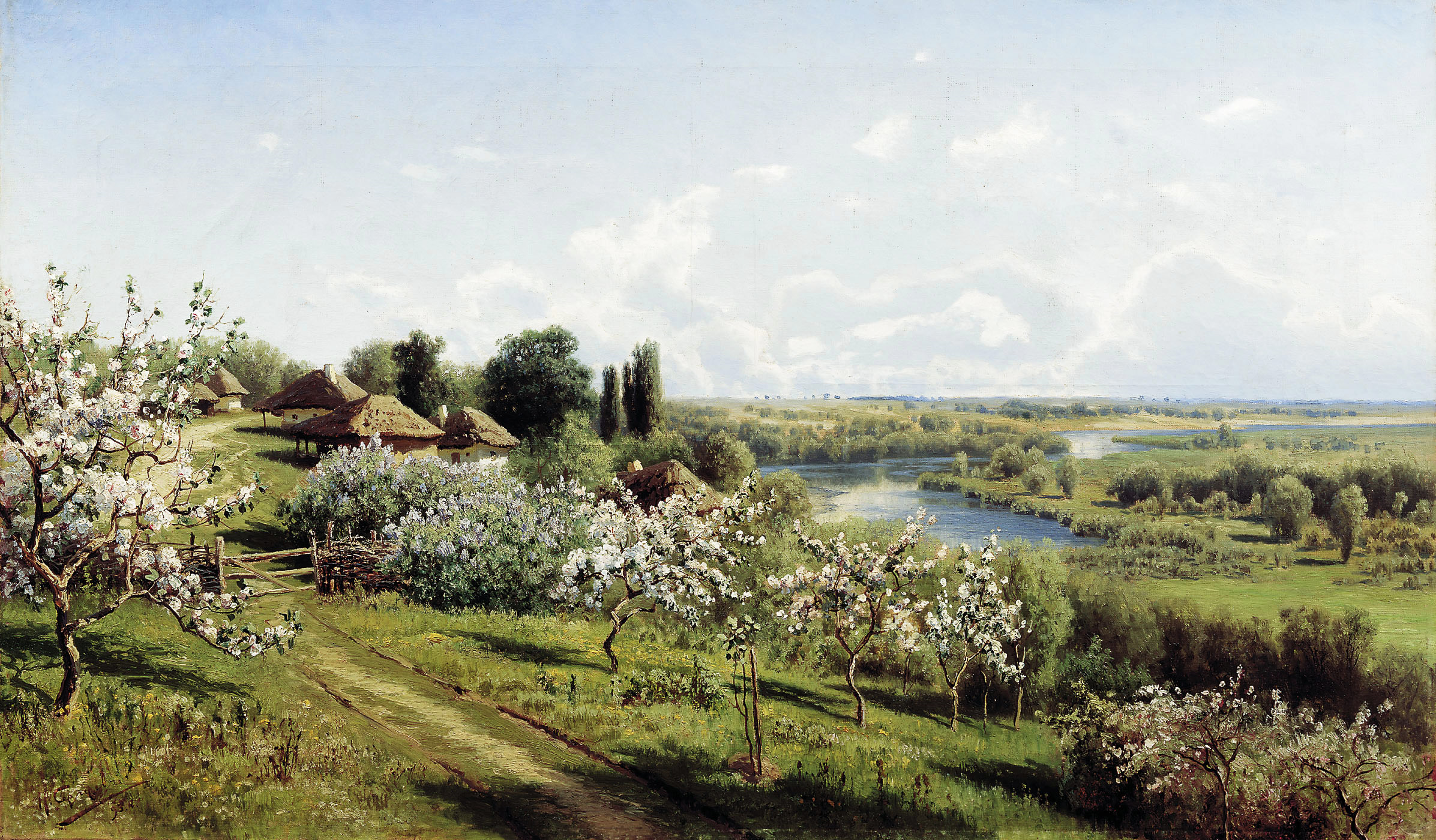
Николай Сергеев. «Яблони в цвету. В Малороссии»

Тарас Шевченко в своём личном дневнике, написанном на русском языке (в 1857—1858 годах), использует 17 раз слова «Малороссия / малороссийский» и только 4 раза «Украина» (при этом он не использует прилагательное «украинский» вообще); одновременно в письмах единомышленникам-украинофилам — 17 раз «Украина» и 5 раз «Малороссия/малороссийский», а в своей поэзии употребляет только термин «Украина». В своей прозе, написанной на русском языке, Шевченко использует слова Малороссия, малороссийский язык, малороссийский акцент, малороссияне. В публицистике, написанной на русском языке, Шевченко использовал выражения «украинская народность» и «украинский народ».
Культурная и историческая специфика Малороссии, равно как региональный патриотизм малороссов, были вполне приемлемы в глазах сторонников концепции большой русской нации до тех пор, пока не входили с этой концепцией в противоречие. Более того, в первой половине XIX века малорусская специфика вызывала живой интерес в Петербурге и Москве как более красочный, романтичный вариант русскости.
Украинский историк Михаил Максимович в своей работе 1868 года опровергал миф, сформировавшийся в польской историографии: приписывание Русскому государству внедрения названия «Малороссия» после 1654 года, деления русского народа на «Русь, рутенов и московитов». Историки Николай Костомаров, Дмитрий Багалей, Владимир Антонович признавали, что «Малороссия» или «Южная Русь» во времена борьбы Русского государства и Речи Посполитой являлось этнонимом для «малороссийской/южнорусской» народности, а «Украина» использовалась как топоним, обозначавший окраинные земли обоих государств.

### ТерминМалороссияв Российской империи
Под именем Малороссии разумеются обыкновенно нынешняя Черниговская и Полтавская губернии, но в историческом смысле понятие Малороссии гораздо шире; она обнимала собою, сверх того, теперешний Юго-Западный край (то есть губернии Киевскую, Подольскую и Волынскую), заходя порой и в теперешнюю Галицию, Бессарабию, Херсонщину. Рекой Днепром Малороссия делилась на правобережную и левобережную. На указанной территории в удельно-вечевой период существовали княжества Чернигово-Северское, Переяславское, Киевское, Волынское, Подольская земля, отчасти княжества Галицкое и Туровское. Татарское нашествие разорило и обессилило территорию позднейшей Малороссии. Количество населения уменьшилось до того, что Погодин выставил гипотезу, будто бы всё оно ушло куда-то на север, а на место его явилось новое население из-за Карпат. Но М. А. Максимович в своей статье «О мнимом запустении Украины в нашествие Батыево и населении её новопришлым народом» («Сочинения», том I), а вслед за ним В. Б. Антонович в статье «Киев, его судьба и значение с XIV по XVI столетие» («Монографии», I) рядом фактов доказали, что полного запустения малорусской территории после татарского нашествия не было, что население её никуда не уходило и никакой народ в южную Русь не переселялся, хотя частичной колонизации отрицать нельзя. После Батыева нашествия, когда власть русских князей на юге ослабела, южная Русь подпала под власть Литвы (см. Литовско-русское государство), а когда Литва по Люблинской унии 1569 года окончательно соединилась с Польшей — то под власть Польши. При литовских князьях возникло казачество, с появлением которого и начинается политическая жизнь малорусского народа.— Россия. История: Малороссия // Энциклопедический словарь Ф. А. Брокгауза и И. А. Ефрона. — С.-Пб.: Брокгауз-Ефрон. 1890—1907.
На протяжении всего периода вхождения территории, ныне принадлежащей современной Украине, в состав Российской империи термин Малороссия в широком смысле использовался в качестве синонима Украины, как в обиходе, так и на официальном уровне. В этом случае термин Малороссия мог распространяться как на земли среднего Поднепровья, так и Слободской Украины. После областной реформы 1775 года и до 1920 года термин Малороссия применялся как полуофициальной название Левобережной Украины.
По мнению отдельных исследователей уже во второй половине XIX века название Украина становится более широко используемым в обиходе, частной и общественной жизни и постепенно вытесняет другие названия, в том числе и название «Малороссия».
Представителем другой точки зрения можно назвать известного политического деятеля начала XX века В. В. Шульгина. Который считал, что для национального самоопределения народа, проживающего на юге России, будет важен вопрос самоназвания, поэтому именовал этот край «Малороссией», а его население «малороссами», а если использовал слово украинцы, то обычно ставил их в кавычки. Для Шульгина малороссы были одной из ветвей русского народа. Самого себя Шульгин также считал малороссом.

### После 1917 года
После 1917 года исторические названия «Малороссия», «Малая Россия» и производные от него слова как дореволюционные и якобы «шовинистические» были практически выведены из историографического употребления в УССР, РСФСР и СССР и носили практически негативный оттенок. В отличие от них, Вооруженные Силы на Юге России продолжали считать этот край Малороссией, а в августе 1919 года Главнокомандующий ВСЮР А. И. Деникин обратился к населению Малороссии с обещанием, что «в основу устроения областей Юга России будет положено начало самоуправления и децентрализации при непременном уважении к жизненным особенностям местного быта».
При проведении Всесоюзной переписи 1926 года переписчикам было дано указание не записывать опрашиваемых «малороссами», а только "украинцами" и «русскими». Современное название малороссов — украинцы.

## ТерминМалороссияв наше время
Как в советской, так и в современной украинской историографии термин «Малороссия» почти не используется. В качестве исторических обозначений обычно используются исторические названия регионов Украины (Полтавщина, Черниговщина и т. д.). Встречается, однако, использование термина «Малороссия» как упоминание административно-территориальных единиц времён Российской империи, например в статьях и монографиях о Малороссийской губернии, Малороссийском генерал-губернаторстве и т. д.